# Margaret Birch
Pour les articles homonymes, voir Birch.
Margaret Birch (née le 13 juin 1921 et morte le 29 octobre 2020) est une femme politique provinciale canadienne de l'Ontario. Elle est la première femme ministre du gouvernement provincial de l'Ontario.

## Biographie
Née à Leamington près de Windsor en Ontario, Birch sert comme présidente de la Commission de la santé de Scarborough de 1963 à 1971, siège au Conseil de la santé mentale de 1967 à 1971 et comme vice-président du Conseil de la planification sociale de 1967 à 1970. Entre-temps, elle devient la première femme membre du Albany Club (en), club privé de Toronto.

## Politique
Tentant de faire son entrée en politique en tant que conseillère municipale du siège #6 du conseil municipal de Scarborough en 1962, elle est défaite et termine troisième.
Élue députée progressiste-conservatrice de Scarborough-Est en 1971, elle sera réélue en 1975, 1977 et 1981.
Au cours de son passage en politique, elle devient la première femme à occuper un poste au Cabinet de l'Ontario en devenant ministre sans portefeuille responsable de la Jeunesse en septembre 1972. Promue au Secrétariat provincial et au Développement social en février 1974, elle démissionne en juillet 1983 pour devenir secrétaire parlementaire du premier ministre Bill Davis et sera chargé des célébrations du bicentenaire de l'Ontario en 1984. Initialement, elle aurait remis sa démission en 1981, mais Davis l'aurais persuadé de rester au Cabinet.
Lors de la course à la chefferie (en) en janvier 1985, elle endosse la candidature de Dennis Timbrell (en) qui s'inclinera devant Frank Miller. Elle se représentant pas en mai 1985.